# Afrikaans kampioenschap voetbal 1980
De African Cup of Nations 1980 was de twaalfde editie van de Afrika Cup, het kampioenschap voor nationale voetbalelftallen. Het vond plaats van 8 tot en met 22 maart in Nigeria. Er werd gespeeld in de steden Lagos en Ibadan. Nigeria (gastland) en Ghana (titelverdediger) waren automatisch geplaatst voor de eindronde. Voor de zesde keer in de geschiedenis van de Afrika Cup won het gastland het kampioenschap.

## Kwalificatie

### Voorronde
|                                    |            |       |        |                          |
| 3 december 1978 «onderlinge duels» | Madagaskar | 2 – 1 | Malawi | Antananarivo, Madagaskar |
| 3 december 1978 «onderlinge duels» |            |       |        | Antananarivo, Madagaskar |

|                                     |        |       |            |                  |
| 17 december 1978 «onderlinge duels» | Malawi | 5 – 1 | Madagaskar | Blantyre, Malawi |
| 17 december 1978 «onderlinge duels» |        |       |            | Blantyre, Malawi |

Malawi plaatst zich voor de eerste ronde.
|                                     |           |       |         |           |
| 12 augustus 1979 «onderlinge duels» | Mauritius | 0 – 1 | Lesotho | Mauritius |
| 12 augustus 1979 «onderlinge duels» |           |       |         | Mauritius |

|                                     |         |       |           |         |
| 26 augustus 1979 «onderlinge duels» | Lesotho | 1 – 2 | Mauritius | Lesotho |
| 26 augustus 1979 «onderlinge duels» |         |       |           | Lesotho |

Mauritius  plaatst zich voor de eerste ronde.
|  |       |          |       |  |
|  | Benin | Walkover | Niger |  |
|  |       |          |       |  |

Niger trok zich terug, Benin plaatst zich voor de eerste ronde.

### Eerste ronde
|                                      |       |       |           |       |
| 16 september 1979 «onderlinge duels» | Benin | 1 – 0 | Ivoorkust | Benin |
| 16 september 1979 «onderlinge duels» |       |       |           | Benin |

|                                      |           |       |       |           |
| 30 september 1979 «onderlinge duels» | Ivoorkust | 4 – 1 | Benin | Ivoorkust |
| 30 september 1979 «onderlinge duels» |           |       |       | Ivoorkust |

Ivoorkust plaatst zich voor de tweede ronde.
|                                      |                   |       |       |                   |
| 16 september 1979 «onderlinge duels» | Congo-Brazzaville | 4 – 2 | Zaïre | Congo-Brazzaville |
| 16 september 1979 «onderlinge duels» |                   |       |       | Congo-Brazzaville |

|                                      |       |       |                   |       |
| 30 september 1979 «onderlinge duels» | Zaïre | 4 – 1 | Congo-Brazzaville | Zaïre |
| 30 september 1979 «onderlinge duels» |       |       |                   | Zaïre |

Zaïre plaatst zich voor de tweede ronde.
|                                      |        |       |          |        |
| 16 september 1979 «onderlinge duels» | Guinee | 3 – 0 | Kameroen | Guinee |
| 16 september 1979 «onderlinge duels» |        |       |          | Guinee |

|                                      |               |       |        |          |
| 30 september 1979 «onderlinge duels» | Kameroen      | 3 – 0 | Guinee | Kameroen |
| 30 september 1979 «onderlinge duels» |               |       |        | Kameroen |
| 30 september 1979 «onderlinge duels» | Strafschoppen |       |        | Kameroen |
| 30 september 1979 «onderlinge duels» | 1 – 4         |       |        | Kameroen |

Guinee plaatst zich na strafschoppen (4–1) voor de tweede ronde.
|                                      |       |       |          |       |
| 16 september 1979 «onderlinge duels» | Libië | 2 – 1 | Ethiopië | Libië |
| 16 september 1979 «onderlinge duels» |       |       |          | Libië |

|                                      |          |       |       |          |
| 30 september 1979 «onderlinge duels» | Ethiopië | 1 – 1 | Libië | Ethiopië |
| 30 september 1979 «onderlinge duels» |          |       |       | Ethiopië |

Libië plaatst zich voor de tweede ronde.
|                                  |        |       |        |        |
| 15 april 1979 «onderlinge duels» | Malawi | 0 – 2 | Zambia | Malawi |
| 15 april 1979 «onderlinge duels» |        |       |        | Malawi |

|                                  |        |       |        |        |
| 29 april 1979 «onderlinge duels» | Zambia | 2 – 0 | Malawi | Zambia |
| 29 april 1979 «onderlinge duels» |        |       |        | Zambia |

Zambia plaatst zich voor de tweede ronde.
|                                      |            |       |         |            |
| 16 september 1979 «onderlinge duels» | Mauritanië | 2 – 2 | Marokko | Mauritanië |
| 16 september 1979 «onderlinge duels» |            |       |         | Mauritanië |

|                                      |         |       |            |         |
| 30 september 1979 «onderlinge duels» | Marokko | 4 – 1 | Mauritanië | Marokko |
| 30 september 1979 «onderlinge duels» |         |       |            | Marokko |

Marokko plaatst zich voor de tweede ronde.
|                                      |           |       |          |           |
| 16 september 1979 «onderlinge duels» | Mauritius | 3 – 2 | Tanzania | Mauritius |
| 16 september 1979 «onderlinge duels» |           |       |          | Mauritius |

|                                      |          |       |           |          |
| 30 september 1979 «onderlinge duels» | Tanzania | 4 – 0 | Mauritius | Tanzania |
| 30 september 1979 «onderlinge duels» |          |       |           | Tanzania |

Tanzania plaatst zich voor de tweede ronde.
|                                      |      |       |        |            |
| 16 september 1979 «onderlinge duels» | Togo | 2 – 0 | Gambia | Lomé, Togo |
| 16 september 1979 «onderlinge duels» |      |       |        | Lomé, Togo |

|                                      |        |       |      |                |
| 30 september 1979 «onderlinge duels» | Gambia | 1 – 0 | Togo | Banjul, Gambia |
| 30 september 1979 «onderlinge duels» |        |       |      | Banjul, Gambia |

Togo plaatst zich voor de tweede ronde.
|  |          |          |         |  |
|  | Algerije | Walkover | Burundi |  |
|  |          |          |         |  |

Burundi trok zich terug, Algerije plaatst zich voor de tweede ronde.
|  |        |          |         |  |
|  | Egypte | Walkover | Somalië |  |
|  |        |          |         |  |

Somalië trok zich terug, Egypt plaatst zich voor de tweede ronde.
|  |       |          |         |  |
|  | Kenia | Walkover | Tunesië |  |
|  |       |          |         |  |

Tunesië trok zich terug, Kenia  plaatst zich voor de tweede ronde.
|  |        |          |         |  |
|  | Soedan | Walkover | Oeganda |  |
|  |        |          |         |  |

Oeganda trok zich terug, Soedan  plaatst zich voor de tweede ronde.

### Tweede ronde
|                                    |                 |       |       |                              |
| 24 oktober 1979 «onderlinge duels» | Algerije        | 3 – 1 | Libië | 5 juli 1962 stadion, Algiers |
| 24 oktober 1979 «onderlinge duels» | Belloumi Douadi |       | Goal  | 5 juli 1962 stadion, Algiers |

|                                    |       |       |          |                |
| 6 november 1979 «onderlinge duels» | Libië | 1 – 0 | Algerije | Tripoli, Libië |
| 6 november 1979 «onderlinge duels» |       |       |          | Tripoli, Libië |

Algerije plaatst zich voor het hoofdtoernooi.
|                                    |       |       |        |       |
| 24 oktober 1979 «onderlinge duels» | Kenia | 3 – 1 | Egypte | Kenia |
| 24 oktober 1979 «onderlinge duels» |       |       |        | Kenia |

|                                    |        |       |       |        |
| 6 november 1979 «onderlinge duels» | Egypte | 3 – 0 | Kenia | Egypte |
| 6 november 1979 «onderlinge duels» |        |       |       | Egypte |

Egypte plaatst zich voor het hoofdtoernooi.
|                                    |         |       |      |                |
| 28 oktober 1979 «onderlinge duels» | Marokko | 7 – 0 | Togo | Rabat, Marokko |
| 28 oktober 1979 «onderlinge duels» |         |       |      | Rabat, Marokko |

|                                     |      |       |         |            |
| 11 november 1979 «onderlinge duels» | Togo | 2 – 1 | Marokko | Lomé, Togo |
| 11 november 1979 «onderlinge duels» |      |       |         | Lomé, Togo |

Marokko plaatst zich voor het hoofdtoernooi.
|                                    |        |       |           |                  |
| 28 oktober 1979 «onderlinge duels» | Soedan | 2 – 0 | Ivoorkust | Khartoem, Soedan |
| 28 oktober 1979 «onderlinge duels» |        |       |           | Khartoem, Soedan |

|                                     |           |       |        |                    |
| 11 november 1979 «onderlinge duels» | Ivoorkust | 4 – 0 | Soedan | Abidjan, Ivoorkust |
| 11 november 1979 «onderlinge duels» |           |       |        | Abidjan, Ivoorkust |

Ivoorkust plaatst zich voor het hoofdtoernooi.
|                                    |          |       |        |          |
| 28 oktober 1979 «onderlinge duels» | Tanzania | 1 – 0 | Zambia | Tanzania |
| 28 oktober 1979 «onderlinge duels» |          |       |        | Tanzania |

|                                     |        |       |          |        |
| 11 november 1979 «onderlinge duels» | Zambia | 1 – 1 | Tanzania | Zambia |
| 11 november 1979 «onderlinge duels» |        |       |          | Zambia |

Tanzania plaatst zich voor het hoofdtoernooi.
|                                    |       |       |        |       |
| 28 oktober 1979 «onderlinge duels» | Zaïre | 3 – 2 | Guinee | Zaïre |
| 28 oktober 1979 «onderlinge duels» |       |       |        | Zaïre |

|                                     |        |       |       |        |
| 11 november 1979 «onderlinge duels» | Guinee | 3 – 1 | Zaïre | Guinee |
| 11 november 1979 «onderlinge duels» |        |       |       | Guinee |

Guinee plaatst zich voor het hoofdtoernooi.

## Gekwalificeerde landen
| Land        | Aantal deelnames | Deelnames op rij | Vorige deelname |
| ----------- | ---------------- | ---------------- | --------------- |
| Algerije    | 2e               | 1                | 1968            |
| Egypte      | 8e               | 1                | 1976            |
| Ghana (t)   | 6e               | 2                | 1978            |
| Guinee      | 4e               | 1                | 1976            |
| Ivoorkust   | 5e               | 1                | 1974            |
| Marokko     | 4e               | 3                | 1978            |
| Nigeria (g) | 4e               | 3                | 1978            |
| Tanzania    | 1e               | 1                | -               |

t = titelverdediger, g = gastland

## Speelsteden
| Lagos                                 | · Ibadan Lagos |
| Surulere Stadion (capaciteit: 55.000) | · Ibadan Lagos |
| Ibadan                                | · Ibadan Lagos |
| Liberty Stadion (capaciteit: 35.000)  | · Ibadan Lagos |

## Groepsfase

### Groep A
| Land      | Wed | Win | Gel | Ver | DV | DT | +/− | Pnt |
| --------- | --- | --- | --- | --- | -- | -- | --- | --- |
| Nigeria   | 3   | 2   | 1   | 0   | 4  | 1  | +3  | 5   |
| Egypte    | 3   | 2   | 0   | 1   | 4  | 3  | +1  | 4   |
| Ivoorkust | 3   | 0   | 2   | 1   | 2  | 3  | –1  | 2   |
| Tanzania  | 3   | 0   | 1   | 2   | 3  | 6  | –3  | 1   |

|                                        |                                                        |       |                 |                                                                                        |
| 8 maart Groep A № 1 «onderlinge duels» | Nigeria                                                | 3 – 1 | Tanzania        | Surulere Stadium, Lagos Toeschouwers: 80.000 Scheidsrechter: Suliman El-Naim ( Soedan) |
| 8 maart Groep A № 1 «onderlinge duels» | Muda Lawal 13' Ifeanyi Onyedika 36' Segun Odegbami 85' |       | 54' Juma Mkambi | Surulere Stadium, Lagos Toeschouwers: 80.000 Scheidsrechter: Suliman El-Naim ( Soedan) |

|                                        |                                     |       |             |                                                                                     |
| 8 maart Groep A № 2 «onderlinge duels» | Egypte                              | 2 – 1 | Ivoorkust   | Surulere Stadium, Lagos Toeschouwers: 80.000 Scheidsrechter: Joel Mondoko ( Zambia) |
| 8 maart Groep A № 2 «onderlinge duels» | Maher Hamman 8' Mokhtar Mokhtar 20' |       | 7' Ani Gomé | Surulere Stadium, Lagos Toeschouwers: 80.000 Scheidsrechter: Joel Mondoko ( Zambia) |

|                                         |                                        |       |                   |                                                                                           |
| 12 maart Groep A № 5 «onderlinge duels» | Egypte                                 | 2 – 1 | Tanzania          | Surulere Stadium, Lagos Toeschouwers: 55.000 Scheidsrechter: Sohan Ramlochun ( Mauritius) |
| 12 maart Groep A № 5 «onderlinge duels» | Hassan Ali Shehata 32' Mosaad Nour 38' |       | 86' Thuwein Wazir | Surulere Stadium, Lagos Toeschouwers: 55.000 Scheidsrechter: Sohan Ramlochun ( Mauritius) |

|                                         |         |       |           |                                                                                           |
| 12 maart Groep A № 6 «onderlinge duels» | Nigeria | 0 – 0 | Ivoorkust | Surulere Stadium, Lagos Toeschouwers: 80.000 Scheidsrechter: Tevi Lawson-Hetcheli ( Togo) |
| 12 maart Groep A № 6 «onderlinge duels» |         |       |           | Surulere Stadium, Lagos Toeschouwers: 80.000 Scheidsrechter: Tevi Lawson-Hetcheli ( Togo) |

|                                         |                   |       |                   |                                                                                         |
| 15 maart Groep A № 9 «onderlinge duels» | Ivoorkust         | 1 – 1 | Tanzania          | Surulere Stadium, Lagos Toeschouwers: 70.000 Scheidsrechter: Mamadou Diallo ( Kameroen) |
| 15 maart Groep A № 9 «onderlinge duels» | Kobenan Kouman 7' |       | 59' Thuwein Wazir | Surulere Stadium, Lagos Toeschouwers: 70.000 Scheidsrechter: Mamadou Diallo ( Kameroen) |

|                                          |                |       |        |                                                                                            |
| 15 maart Groep A № 10 «onderlinge duels» | Nigeria        | 1 – 0 | Egypte | Surulere Stadium, Lagos Toeschouwers: 70.000 Scheidsrechter: Gebreysus Tesfaye ( Ethiopië) |
| 15 maart Groep A № 10 «onderlinge duels» | Okey Isima 15' |       |        | Surulere Stadium, Lagos Toeschouwers: 70.000 Scheidsrechter: Gebreysus Tesfaye ( Ethiopië) |

### Groep B
| Land     | Wed | Win | Gel | Ver | DV | DT | +/− | Pnt |
| -------- | --- | --- | --- | --- | -- | -- | --- | --- |
| Algerije | 3   | 2   | 1   | 0   | 4  | 2  | +2  | 5   |
| Marokko  | 3   | 1   | 1   | 1   | 2  | 2  | 0   | 3   |
| Ghana    | 3   | 1   | 1   | 1   | 1  | 1  | 0   | 3   |
| Guinee   | 3   | 0   | 1   | 2   | 2  | 3  | –1  | 1   |

|                                        |       |       |          |                                                                                       |
| 9 maart Groep B № 3 «onderlinge duels» | Ghana | 0 – 0 | Algerije | Liberty Stadium, Ibadan Toeschouwers: 5.000 Scheidsrechter: Youssef El-Ghoul ( Libië) |
| 9 maart Groep B № 3 «onderlinge duels» |       |       |          | Liberty Stadium, Ibadan Toeschouwers: 5.000 Scheidsrechter: Youssef El-Ghoul ( Libië) |

|                                        |                  |       |                    |                                                                                     |
| 9 maart Groep B № 4 «onderlinge duels» | Guinee           | 1 – 1 | Marokko            | Liberty Stadium, Ibadan Toeschouwers: 40.000 Scheidsrechter: Paul Preira ( Senegal) |
| 9 maart Groep B № 4 «onderlinge duels» | Moussa Camara 8' |       | 7' Moustapha Tahir | Liberty Stadium, Ibadan Toeschouwers: 40.000 Scheidsrechter: Paul Preira ( Senegal) |

|                                         |                        |       |         |                                                                                   |
| 13 maart Groep B № 7 «onderlinge duels» | Algerije               | 1 – 0 | Marokko | Liberty Stadium, Ibadan Toeschouwers: 20.000 Scheidsrechter: Ali Dridi ( Tunesië) |
| 13 maart Groep B № 7 «onderlinge duels» | Lakhdar Belloumi 90+3' |       |         | Liberty Stadium, Ibadan Toeschouwers: 20.000 Scheidsrechter: Ali Dridi ( Tunesië) |

|                                         |                    |       |        |                                                                                      |
| 13 maart Groep B № 8 «onderlinge duels» | Ghana              | 1 – 0 | Guinee | Liberty Stadium, Ibadan Toeschouwers: 20.000 Scheidsrechter: Gabriel Odengo ( Kenia) |
| 13 maart Groep B № 8 «onderlinge duels» | William Klutse 69' |       |        | Liberty Stadium, Ibadan Toeschouwers: 20.000 Scheidsrechter: Gabriel Odengo ( Kenia) |

|                                          |                                                            |       |                                              |                                                                                     |
| 16 maart Groep B № 11 «onderlinge duels» | Algerije                                                   | 3 – 2 | Guinee                                       | Liberty Stadium, Ibadan Toeschouwers: 20.000 Scheidsrechter: Idrissa Traoré ( Mali) |
| 16 maart Groep B № 11 «onderlinge duels» | Tedj Bensaoula 12' Lakhdar Belloumi 37' Tedj Bensaoula 49' |       | 82' Ibrahima Diawara 90+1' Seydouba Bangoura | Liberty Stadium, Ibadan Toeschouwers: 20.000 Scheidsrechter: Idrissa Traoré ( Mali) |

|                                          |                    |       |       |                                                                                       |
| 16 maart Groep B № 12 «onderlinge duels» | Marokko            | 1 – 0 | Ghana | Liberty Stadium, Ibadan Toeschouwers: 20.000 Scheidsrechter: Momodou Ndiaye ( Gambia) |
| 16 maart Groep B № 12 «onderlinge duels» | Khalid El-Bied 44' |       |       | Liberty Stadium, Ibadan Toeschouwers: 20.000 Scheidsrechter: Momodou Ndiaye ( Gambia) |

## Knock-outfase
|  | halve finale      | halve finale     |   |                  | finale           | finale |
|  |                   |                  |   |                  |                  |        |
|  | 19 maart – Ibadan |                  |   |                  |                  |        |
|  | Algerije          | 2 (4)            |   |                  |                  |        |
|  | Egypte            | 2 (2)            |   |                  |                  |        |
|  |                   |                  |   |                  |                  |        |
|  |                   |                  |   |                  | 22 maart – Lagos |        |
|  |                   |                  |   |                  | Nigeria          | 2      |
|  |                   | Algerije         | 0 |                  |                  |        |
|  |                   |                  |   |                  |                  |        |
|  |                   |                  |   |                  | derde plaats     |        |
|  | 19 maart – Lagos  | 19 maart – Lagos |   | 21 maart – Lagos | 21 maart – Lagos |        |
|  | Nigeria           | 1                |   | Marokko          | 2                |        |
|  | Marokko           | 0                |   |                  | Egypte           | 0      |

### Halve finale
|                                               |                                              |       |                                             |                                                                                           |
| 19 maart Halve finale № 13 «onderlinge duels» | Algerije                                     | 2 – 2 | Egypte                                      | Liberty Stadium, Ibadan Toeschouwers: 10.000 Scheidsrechter: Tevi Lawson-Hetcheli ( Togo) |
| 19 maart Halve finale № 13 «onderlinge duels» | Salah Assad 55' (pen.) Hocine Benmiloudi 62' |       | 32' Mahmoud El-Khatib 47' Ramadhan El-Sayed | Liberty Stadium, Ibadan Toeschouwers: 10.000 Scheidsrechter: Tevi Lawson-Hetcheli ( Togo) |
| 19 maart Halve finale № 13 «onderlinge duels» | Strafschoppen                                |       |                                             | Liberty Stadium, Ibadan Toeschouwers: 10.000 Scheidsrechter: Tevi Lawson-Hetcheli ( Togo) |
| 19 maart Halve finale № 13 «onderlinge duels» | ... ... Assad                                | 4 – 2 | Shehata Mokhtar El Khatib Amer              | Liberty Stadium, Ibadan Toeschouwers: 10.000 Scheidsrechter: Tevi Lawson-Hetcheli ( Togo) |

|                                               |                  |       |         |                                                                                        |
| 19 maart Halve finale № 14 «onderlinge duels» | Nigeria          | 1 – 0 | Marokko | Surulere Stadium, Lagos Toeschouwers: 70.000 Scheidsrechter: Suliman El-Naim ( Soedan) |
| 19 maart Halve finale № 14 «onderlinge duels» | Felix Owolabi 9' |       |         | Surulere Stadium, Lagos Toeschouwers: 70.000 Scheidsrechter: Suliman El-Naim ( Soedan) |

### Troostfinale
|                                                  |                                      |       |        |                                                                                     |
| 21 maart Om derde plaats № 15 «onderlinge duels» | Marokko                              | 2 – 0 | Egypte | Surulere Stadium, Lagos Toeschouwers: 3.000 Scheidsrechter: Gabriel Odengo ( Kenia) |
| 21 maart Om derde plaats № 15 «onderlinge duels» | Khaled El-Bied 9' Khaled El-Bied 78' |       |        | Surulere Stadium, Lagos Toeschouwers: 3.000 Scheidsrechter: Gabriel Odengo ( Kenia) |

### Finale
|                                         |                                                     |       |          |                                                                                            |
| 22 maart Finale № 16 «onderlinge duels» | Nigeria                                             | 3 – 0 | Algerije | Surulere Stadium, Lagos Toeschouwers: 80.000 Scheidsrechter: Gebreysus Tesfaye ( Ethiopië) |
| 22 maart Finale № 16 «onderlinge duels» | Segun Odegbami 2' Segun Odegbami 42' Muda Lawal 50' |       |          | Surulere Stadium, Lagos Toeschouwers: 80.000 Scheidsrechter: Gebreysus Tesfaye ( Ethiopië) |

| Afrika Cup Winnaar 1980 |
| ----------------------- |
| NIGERIA 1ste titel      |

## Doelpuntenmakers
3 doelpunten
- Khalid Labied
- Segun Odegbami

2 doelpunten
- Lakhdar Belloumi
- Tedj Bensaoula

- Muda Lawal

- Thuwein Waziri

1 doelpunt
- Salah Assad
- Hocine Benmiloudi
- Ani Gome
- Kouman Kobenan
- Mahmoud El Khatib
- Ramadan El Sayed
- Maher Hammam

- Mokhtar Mokhtar
- Mussad Nur
- Hassan Shehata
- Willie Klutse
- Moussa Camara
- Ibrahima Diawara

- Sidouba Bangoura
- Tahir Mustapha
- Okey Isima
- Ifeanyi Onyedika
- Felix Owolabi
- Juma Mkambi